# Силва, Леандро да
Леа́ндро да Си́лва (порт.-браз. Leândro da Silva; 26 июня 1985, Итумбиара, Гояс, Бразилия) — бразильский футболист, полузащитник.

## Карьера

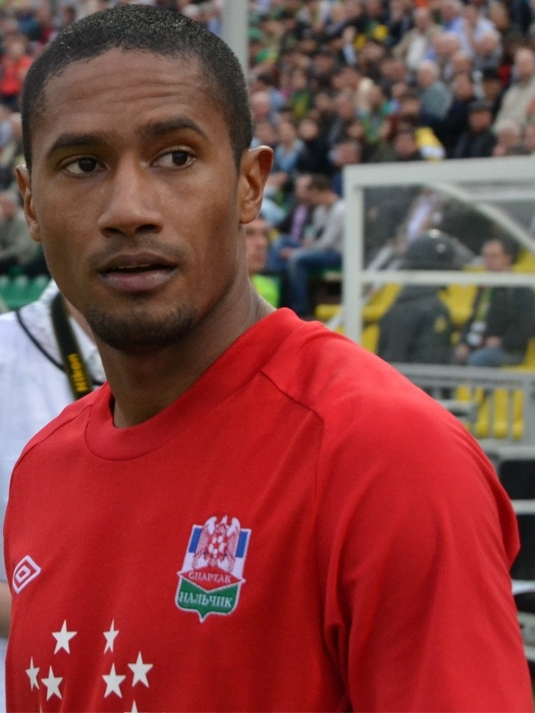
Леандро в составе «Спартак-Нальчика»

Начал карьеру в клубе «XV ноября» из города Пирасикаба, воспитанником которого был. В 2006 году уехал в Польшу, где полгода выступал за клуб «Погонь». В следующем сезоне перешёл в венгерский «Капошвари», заплативший за трансфер бразильца 50 тыс. евро, там он провёл сезон. В конце 2007 года вместе с партнёром по команде Андре перешёл в клуб «Луч-Энергия» за 200 тыс. евро; бразилец считает этот переход самым большим достижением в карьере. В составе «Луча» дебютировал 12 июля 2008 года в матче 13-го тура РФПЛ с «Амкаром», а всего провёл за команду 19 матчей в чемпионате. В середине чемпионата в услугах Леандро был заинтересован испанский «Депортиво Ла-Корунья», но сделка не состоялась. По окончании сезона, завершившегося для клуба вылетом, руководство «Луча» приняло решение разорвать контракт с несколькими футболистами, включая Леандро. 7 февраля 2009 года был куплен клубом «Спартак-Нальчик».
В 2011 году перешёл в киевский «Арсенал». В середине февраля 2013 года было объявлено о переходе Леандро в «Кубань» на правах аренды до конца сезона. Провёл за «Кубань» 7 матчей в Премьер-лиге и 1 встречу в Кубке России. С 2013 по 2016 год являлся игроком нижегородской «Волги». За команду провёл 65 матчей, в которых забил 5 голов. 28 января 2017 года подписал контракт на полтора года с украинской «Сталью» (Каменское). В летнее межсезонье ушёл из «Стали», которая испытывала значительные финансовые проблемы, в связи с чем её покинули большинство игроков первой команды. В феврале 2018 года прибыл на просмотр в черниговскую «Десну».